# Carolco Pictures
Carolco Pictures, Inc., Carolco International N.V., Anabasis Investments was een Amerikaans filmsproductiebedrijf dat van 1976 tot 1995 bestond. 
Het bedrijf was opgericht door Mario Kassar en Andrew G. Vajna. Kassar en Vajna gaven samen leiding aan Carolco tot 1989. Na 1989 vertrok Vajna om Cinergi Pictures te vormen. 
Carolco bereikte zijn hoogtepunt in de jaren 1980 en begin jaren 1990, met de eerste drie films van de Rambo-franchise, Total Recall, Terminator 2: Judgment Day, Basic Instinct, Universal Soldier, Cliffhanger en Stargate. 
Ondanks deze succesvolle filmreleases leed het bedrijf een verlies en was het in 1992 noodzakelijk het bedrijf te herstructuren. 
De film Cutthroat Island uit 1995, die bedoeld was als financiële opsteker voor de studio, leed echter tot een verlies van $147 miljoen.  Dit betekende uiteindelijk het einde voor Carolco.

## Geschiedenis

### Vroege jaren
Het bedrijf werd opgericht door de samenwerking van twee filminvesteerders, Mario Kassar en Andrew Vajna. De twee werden geprezen door Newsweek als enkele van de meest succesvolle onafhankelijke producenten. Op 25-jarige leeftijd ging Vajna van pruikenmaker naar eigenaar van twee theaters in Hong Kong. Vervolgens waagde Vajna zich aan de productie en distributie van speelfilms. Een van Vajna's vroege producties was een martial-arts film uit 1973 getiteld The Deadly China Doll, die wereldwijd $3,7 miljoen verdiende met een budget van $100.000.
Hun doel was om zich te concentreren op filmverkoop, met hun eerste onderneming het The Sicilian Cross. Uiteindelijk ging Vajna over op de financiering van low-budget films. Deze eerste films werden geproduceerd door American International Pictures en ITC Entertainment met de financiële steun van Carolco, en co-geproduceerd met de Canadese theatermagnaat Garth Drabinsky. De naam "Carolco" werd gekocht van een ter ziele gegane onderneming gevestigd in Panama, en volgens Kassar, "heeft het geen betekenis."

### Opstaan
Carolco's eerste grote succes was Rambo: First Blood (1982), een bewerking van David Morrells roman met dezelfde naam. Kassar en Vajna namen een groot risico door de filmrechten voor de roman te kopen (voor $385.000) en moesten geld lenen bij Europese banken om Sylvester Stallone als hoofdpersonage te casten. Carolco had eerder met hem gewerkt aan de John Huston film Escape to Victory (1981). Het risico loonde toen Rambo: First Blood wereldwijd $120 miljoen opbracht en maakte Carolco in één klap tot een van de belangrijkste spelers in Hollywood.
Het vervolg Rambo: First Blood Part II (1985), werd getimed voor de 10e verjaardag van het vertrek van de Verenigde Staten uit de Vietnamoorlog. Die gebeurtenis oogstte publiciteit voor de nieuwe film, die prompt ook een hit werd.
De release van de twee Rambo-films was zo belangrijk voor Carolco's financiële succes dat de studio zich meer richtte op actiefilms met een groot budget, met grote sterren zoals Stallone (die later een deal van 10 films met de studio tekende) en Arnold Schwarzenegger eraan verbonden. Deze films, gericht op het aanspreken van een wereldwijd publiek, werden gefinancierd met behulp van een strategie die bekend staat als "pre-sales", waarin binnenlandse en buitenlandse distributeurs in deze verhandelbare films investeerden in ruil voor lokale releaserechten.
Ook in 1985 begon Carolco een distributiedeal met de toen nog jonge studio TriStar Pictures met de film Rambo: First Blood Part II. TriStar bracht de meeste films van Carolco vanaf dat moment uit in de VS en enkele andere landen tot 1994.
Carolco startte ook met de videodistributie. Onafhankelijke videodistributeur International Video Entertainment (IVE) had financiële problemen en was bijna failliet. In 1986 kocht Carolco IVE in de hoop "het bedrijf om te draaien". De deal werd een jaar later afgerond. IVE fuseerde met een andere distributeur, Lieberman, en werd LIVE Entertainment in 1988.
Op 28 augustus 1987 nam Carolco televisiesyndicaat Orbis Communications over voor $15,4 miljoen en begon met televisieproductie en -distributie. Ze kochten ook de voormalige De Laurentiis Entertainment Group productiefaciliteit in Wilmington, North Carolina, en richtte Carolco Home Video op, met LIVE Entertainment als outputpartner.
Vajna verkocht zijn aandeel in Carolco in december 1989 voor $106 miljoen aan Kassar vanwege toenemende onenigheid met Kassar over de richting van het bedrijf. In november vormde Vajna Cinergi Pictures, met The Walt Disney Company als distributiepartner. Kassars eigendom van het bedrijf steeg tot 62%.

### 1990–1994
In 1990 verwierf Pioneer Electric Corporation of Japan een aandeel in Carolco.
Carolco verwierf de rechten om een vervolg te maken op The Terminator van Hemdale Film Corporation in 1990 (het bedrijf had al de televisierechten op de originele film dankzij een televisiedistributiedeal met Hemdale). Het bedrijf huurde Terminator-regisseur James Cameron (die als scenarioschrijver had gewerkt aan Rambo II) en Arnold Schwarzenegger opnieuw in om te schitteren in een miljoenen-dollar begroot vervolg, Terminator 2: Judgment Day (1991). Het was de best verdienende film van het jaar en de meest succesvolle film in Carolco's geschiedenis. Halverwege het jaar ging Carolco een joint venture aan met New Line Cinema om Seven Arts te starten, een distributiebedrijf dat voornamelijk een groot deel van Carolco's low-budget output uitbracht.
Carolco worstelde enkele jaren om de rechten op Spider-Man veilig te stellen, een superheld waarvan Cameron graag de film wilde produceren. De plannen vielen in duigen, hoewel Columbia Pictures uiteindelijk verscheidene Spider-Man films zou produceren. Tegen het einde van de opnames True Lies, Variety droeg de aankondiging dat Carolco een voltooid scenario van Cameron had ontvangen. Dit script droeg de namen van Cameron, John Brancato, Ted Newsom, Barry [sic] Cohen en "Joseph Goldmari", een typografisch klauteren van Menahem Golan's pennaam, "Joseph Goldman", met Marvel-directeur Joseph Calimari. (Golan had eerder, en tevergeefs, geprobeerd om een Spider-Man film te produceren voor zijn eigen studio, Cannon Films.) De tekst van het script was identiek aan wat Golan het jaar ervoor aan Columbia had voorgelegd, met de toevoeging van een nieuwe datum uit 1993. Arnold Schwarzenegger werd vaak gekoppeld aan het project als de keuze van de regisseur voor Doctor Octopus. Al in 1995 vermeldden bronnen uit de internetindustrie zoals Baseline Hollywood zowel Neil Ruttenberg (auteur van een van de "Doc Ock"-variaties uit 1990 die aan Columbia werden voorgelegd) als Cameron als co-schrijvers.
Carolco probeerde ook Bartholomew vs. Neff te maken, een komische film die geschreven en geregisseerd zou zijn door John Hughes en met Sylvester Stallone en John Candy in de hoofdrol zou hebben gespeeld.

### Verval en ineenstorting
Hoewel Carolco in de jaren negentig verschillende succesvolle films maakte, waaronder Total Recall, Terminator 2: Judgment Day en Basic Instinct, kwam de studio steeds meer in geldnood. Daarbij pompte Carolco niet enkel geld in blockbusters, maar ook in arthousefilms met een klein budget die het niet terugverdienden. Bovendien bleek Carolcos strategie om grote sterren binnen te halen een kostelijke aangelegenheid: Arnold Schwarzenegger ontving voor zijn werk in Total Recall en Terminator 2: Judgment Day om en bij 10–14 miljoen dollar. Het verliezen van partnerschappen met andere studio’s waren een zoveelste last.
In 1992 onderging Carolco een herstructurering met behulp van Rizzoli-Corriere della Sera uit Italië, Le Studio Canal+ uit Frankrijk, Pioneer en MGM. Elke partner hielp tot 60 miljoen dollar in aandelen van de te steken en nog eens 50 miljoen dollar voor medefinancieringsovereenkomsten. MGM stemde er ook mee in om Carolco-films in eigen land te distribueren nadat een eerdere deal met TriStar was verlopen. In 1993 werd Carolco gedwongen om zijn aandelen in LIVE Entertainment te verkopen aan een groep investeerders onder leiding van Pioneer; het werd later omgedoopt tot Artisan Entertainment, dat werd gekocht door Lionsgate.
Bezuinigingen bij Carolco dwongen de studio ook om een deal te sluiten met TriStar over de financiering van de Stallone-actiefilm Cliffhanger: Carolco zou volledige distributierechten in Noord-Amerika, Mexico, Australië, Nieuw-Zeeland, Duitsland en Frankrijk aan TriStar moeten verkopen in ruil voor de helft van het budget van de film. Hoewel het een groot box-office succes was, zag Carolco weinig inkomsten uit Cliffhanger sinds het uiteindelijk een minderheidseigenaar in de film werd. Carolco's poging om meer van zijn specialiteiten te maken bleek zwaarder: de studio moest Crusade, een aankomend Schwarzenegger-vehikel gebaseerd op een script van Walon Green en met Paul Verhoeven als regisseur, in 1994 in de ijskast zetten toen het budget meer dan $100 miljoen bedroeg. Carolco kon echter eind oktober 1993 een fusie met The Vista Organization voltooien.
Carolco probeerde een comeback met de big-budget swashbuckler Cutthroat Island, met Michael Douglas aan de leiding. Douglas stopte vroeg in zijn productie en werd vervangen door de minder rendabele Matthew Modine. Geena Davis, gecast als de vrouwelijke hoofdrol door haar banden met de toenmalige echtgenoot, de regisseur Renny Harlin, was al een gevestigde A-lister, maar kwam van een reeks flops af. MGM hoopte Cutthroat Island te adverteren op basis van spektakel in plaats van cast. In een poging om meer financiering voor de verwachte film van $90–100 miljoen op te halen, verkocht Carolco de rechten op verschillende films in productie, waaronder Last of the Dogmen, Stargate en Showgirls. In oktober 1994 had Carolco geen geld meer en Pioneer investeerde nog eens $8 miljoen. In april 1995 kondigde Carolco aan dat het niet in staat was om rentebetalingen te doen op een schuld van $55 miljoen. In november 1995 vroeg Carolco chapter 11 faillissementsbescherming aan. Cutthroat Island werd die kerst vrijgelaten en werd een box-office ramp. Carolco stemde ermee in om zijn activa te verkopen aan 20th Century Fox voor $50 miljoen. Maar toen Canal+ in januari 1996 een bod van $58 miljoen deed op de collectie, liet Fox, dat toen hun aankoopprijs verlaagde tot $47,5 miljoen, hun deal vallen.
In 1998 werd een nieuw partnerschap gevormd tussen Carolco's eigenaar (Mario Kassar) en Cinergi's eigenaar (Andrew G. Vajna). Het duo vormde C2 Pictures en produceerde onder andere Terminator 3: Rise of the Machines en Basic Instinct 2.

### 2015–2017: Wederopstanding van het merk Carolco
Filmproducent Alexander Bafer kocht jaren later de naam en het logo van Carolco. Op 20 januari 2015 doopte Bafer zijn productiebedrijf Carolco Pictures, voorheen bekend als Brick Top Productions, om. Bafer rekruteerde vervolgens Mario Kassar als chief development executive van de nieuwe Carolco. Op 7 april 2016 werd echter aangekondigd dat zowel Bafer als Kassar het bedrijf hadden verlaten, Kassar nam een van Carolco's geplande projecten mee, een remake van de Japanse horrorfilm Odishon uit 1999 die hij produceerde. Investeerder Tarek Kirschen werd toen ingewijd als CEO van Carolco. In 2017 bereikten StudioCanal en Carolco een overeenkomst waarbij StudioCanal de volledige controle zou hebben over de naam en het logo van Carolco en het bedrijf Carolco Pictures zou worden omgedoopt tot Recall Studios. Deze overeenkomst regelde een juridisch geschil over het merk Carolco dat door StudioCanal was ingesteld. De regeling is op 29 november van dat jaar in werking getreden.

## Carolco's bibliotheek
Na het faillissement werden de activa van Carolco verkocht aan andere bedrijven, de meeste werden echter al verkocht tijdens het bestaan van Carolco. In maart 1996 kocht Canal+ de collectie in de faillissementsrechtbank voor een waarde van ongeveer $58 miljoen. De nevenrechten van Carolco's collectie (tot 1995) waren in handen van het Franse productiebedrijf StudioCanal, aangezien het moederbedrijf, Canal+ Group, een belang in Carolco had en uiteindelijk zijn partners uitkocht.
Op 17 september 1991 verwierf Multimedia Entertainment geselecteerde activa van Carolco's televisiedistributie-eenheid Orbis Communications.
In 1992 gaf Carolco Pictures een licentie voor televisiedistributierechten voor haar collectie aan Spelling Entertainment om schulden af te lossen. In Noord-Amerika, uitzonderingen daargelaten, waren deze rechten in handen van Paramount Television Studios via Trifecta Entertainment & Media als opvolger van Spelling Entertainment. Alle andere rechten op het gebied van homevideo werden in licentie gegeven aan Lionsgate onder een lopende deal met StudioCanal. Lionsgate gaf op zijn beurt een licentie voor deze rechten in Canada aan Entertainment One, hoewel de theatrale rechten op het grootste deel van de bibliotheek werden verdeeld tussen Sony Pictures Entertainment en Rialto Pictures, het laatste bedrijf dat namens StudioCanal optrad.
StudioCanal had zelf volledige distributierechten in Frankrijk, Duitsland, Australië, Ierland en het Verenigd Koninkrijk. In andere gebieden heeft StudioCanal thuisvideorechten in licentie gegeven aan Universal Pictures Home Entertainment.